# Franc Ivanetič
Frančišek »Franc« Ivanetič, slovenski rimskokatoliški duhovnik, kurat in zbiratelj ljudskega pesništva, * 2. december 1849, Tržič, † 15. november 1921, Zagorje ob Savi.
Ivanetič je zbiral ljudske pesmi in jih objavljal v Carinthiji.